# Инхеньерос, Хосе
Хосе Инхеньерос (исп. José Ingenieros; 24 апреля 1877 год, Палермо, Италия — 31 октября 1925 год, Буэнос-Айрес, Аргентина) — аргентинский врач-психиатр, психолог, публицист, редактор, социолог и политический деятель.

## Биография
Родился 24 апреля 1877 года в Палермо, Италия. В 1896 году основал Социалистическую партию Аргентины и какое-то время являлся её руководителем. С 1900 года он стал заниматься научной деятельностью. В 1907 году он был избран директором Института криминалистики Университета Буэнос-Айреса[уточнить], а в 1909 году президентом Медицинского общества. В 1911 году эмигрировал в Европу.
Скончался в 1925 году.

## Научные работы
Хосе Инхеньерос — автор многих научных работ по медицине, а также автор многих работ по философии.

## Избранные сочинения
- Инхеньерос Х. «Симуляция сумасшествия», 1900.
- Инхеньерос Х. «Аргентинская социология».— Мадрид, 1913.
- Инхеньерос Х. «Основы биологической психологии».— Мадрид, 1913.
- Инхеньерос Х. «Средний человек».— Мадрид, 1913.
- Инхеньерос Х. «Предположения по поводу будущего философии», 1918.